# Embalse La Laguna
El Embalse La Laguna es una obra hidráulica de almacenamiento de aguas con fines de uso agrícola ubicada en la Región de Coquimbo, Chile.
Luis Risopatrón, en 1924, señala como Coquimbo o Laguna Grande.

## Ubicación y descripción
El embalse fue proyectado por la Dirección de Riego del Ministerio de Obras Públicas (Chile) en 1927. Dos años más tarde, en 1929, la firma estadounidense Ulen Company, se adjudicó los trabajos de construcción. Posteriormente en la década del 50, fue entregado a los usuarios  para su explotación y conservación.
Con el embalse Puclaro riega una superficie  del orden de 23.000 ha.

## Historia
Luis Risopatrón describe en 1924 una laguna en su lugar. Ver su Diccionario Jeográfico de Chile de 1924:: 312 
Elqui o de Los Patos (Laguna de) 30° 13' 70° 03'. De 800 m de largo, por 400 m de ancho, conserva los vestijios de un antiguo lecho que se estiende hasta 2 kilómetros i se encuentra a 3 156 m de altitud, en el cajón de La Laguna, del Turbio. 63, p. 148; Coquimbo en el mapa de la p. 146; La Laguna en 118, p. l42; 134; i 135 (Pissis); i Laguna Grande en 118, p. 139.

## Población, economía y ecología

### Situación hídrica en 2018-19
| Volumen almacenado Embalse La Laguna                             |                                                                  |
| ---------------------------------------------------------------- | ---------------------------------------------------------------- |
| Gráfico no disponible temporalmente debido a problemas técnicos. |                                                                  |
| Volumen promedio histórico Contenido 2018-19                     |                                                                  |
|                                                                  | Gráfico no disponible temporalmente debido a problemas técnicos. |

La información de la Dirección General de Aguas sobre el volumen almacenado por el embalse durante los últimos 12 meses muestra al embalse que utiliza casi la capacidad máxima y sobrepasa el promedio histórico almacenado de 26 millones m³.